# Ian Murray (Bischof)
Ian Murray (* 15. Dezember 1932 in Lennoxtown; † 22. Januar 2016) war ein schottischer Geistlicher und römisch-katholischer Bischof von Argyll and the Isles. 

## Leben
Ian Murray, ältestes von vier Kindern, trat 1946 in das National Junior Seminary of St Mary’s College in Blairs ein. 1950 war er einer von elf schottischen Priesteramtsstudenten, die beim Wiederaufbau des Royal Scots College (Real Colegio de Escoceses) im spanischen Valladolid von 1950 bis 1956 Philosophie und Theologie studierten. Das Priesterseminar war während des Spanischen Bürgerkriegs geschlossen worden. Am 17. März 1956 empfing er in der Seminarkapelle in Valladolid durch den Bischof von Galloway, Joseph McGee, die Priesterweihe. Murray war anschließend im Erzbistum Saint Andrews und Edinburgh an der St. Mary’s Cathedral in Edinburgh tätig, danach Privatsekretär für Gordon Kardinal Gray. Nach Tätigkeit als Kurat in den Pfarreien St. Kenneth in Lochor und St. Columba in Edinburgh wurde er von der schottischen Bischofskonferenz zum Vizerektor des Royal Scots College in Valladolid bestellt. 1970 wurde er erster Hochschulkaplan an der neugegründeten University of Stirling. 1978 übernahm er die beiden Pfarren Our Lady and St. Bride in Cowdenbeath und St. Ninian in Restalrig. Von 1987 bis 1994 war er Rektor des Royal Scots College in Valladolid und leitete dessen Umsiedlung nach Salamanca. 1995 übernahm er die Pfarrstellen in Galashiels und Falkirk und wurde zum Generalvikar ernannt.
Papst Johannes Paul II. ernannte ihn am 3. November 1999 zum Bischof von Argyll and the Isles. Der Erzbischof von Saint Andrews und Edinburgh, Keith Patrick O’Brien, spendete ihm am 7. Dezember desselben Jahres die Bischofsweihe; Mitkonsekratoren waren Thomas Joseph Kardinal Winning, Erzbischof von Glasgow, und Erzbischof Pablo Puente Buces, Apostolischer Nuntius im Vereinigten Königreich. Am 16. Oktober 2008 nahm Papst Benedikt XVI. seinen altersbedingten Rücktritt an.
Er war Großoffizier des Ritterordens vom Heiligen Grab zu Jerusalem.